# Transport kolejowy w Bośni i Hercegowinie

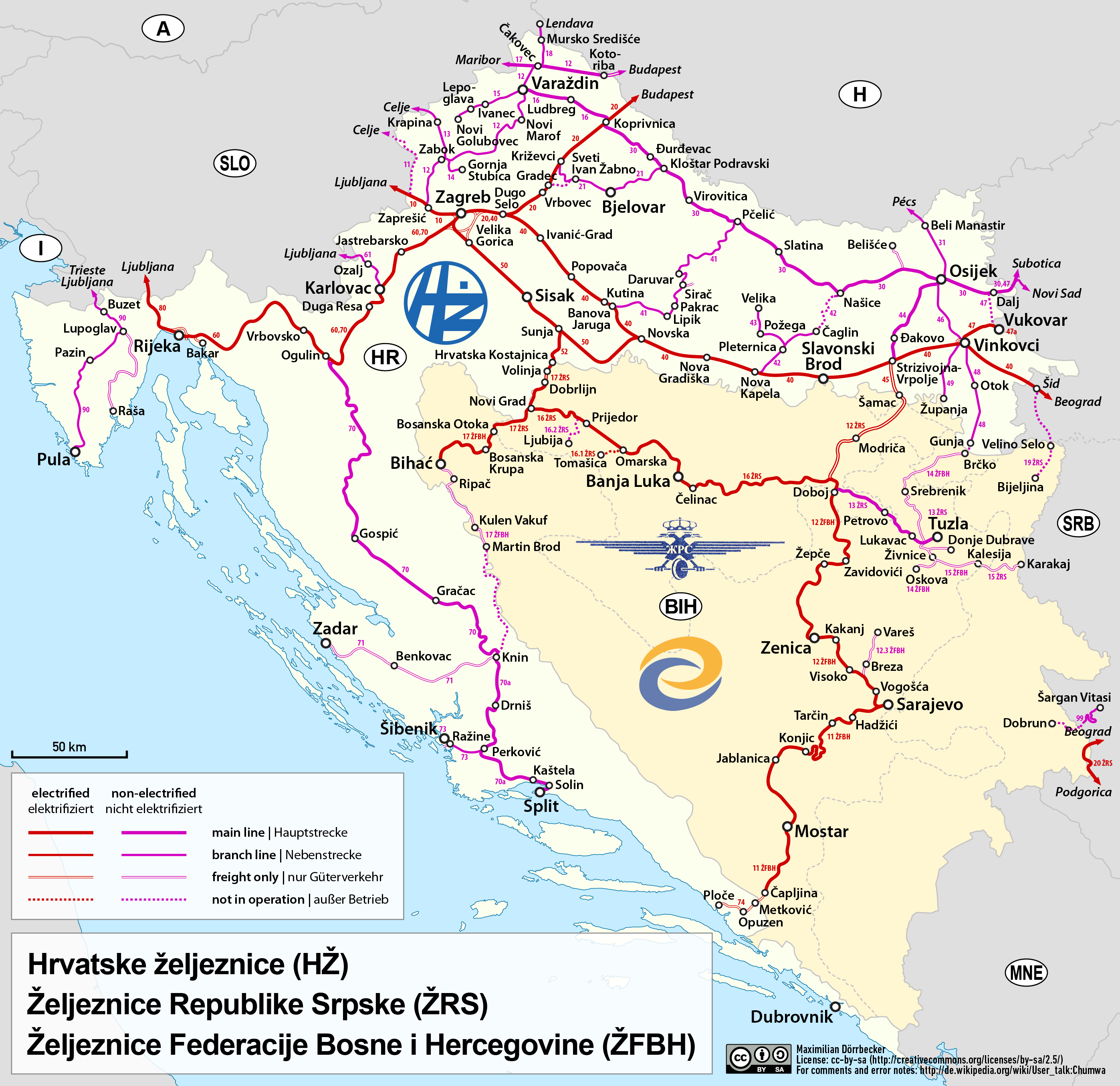
Mapa sieci kolejowej Chorwacji oraz Bośni i Hercegowiny

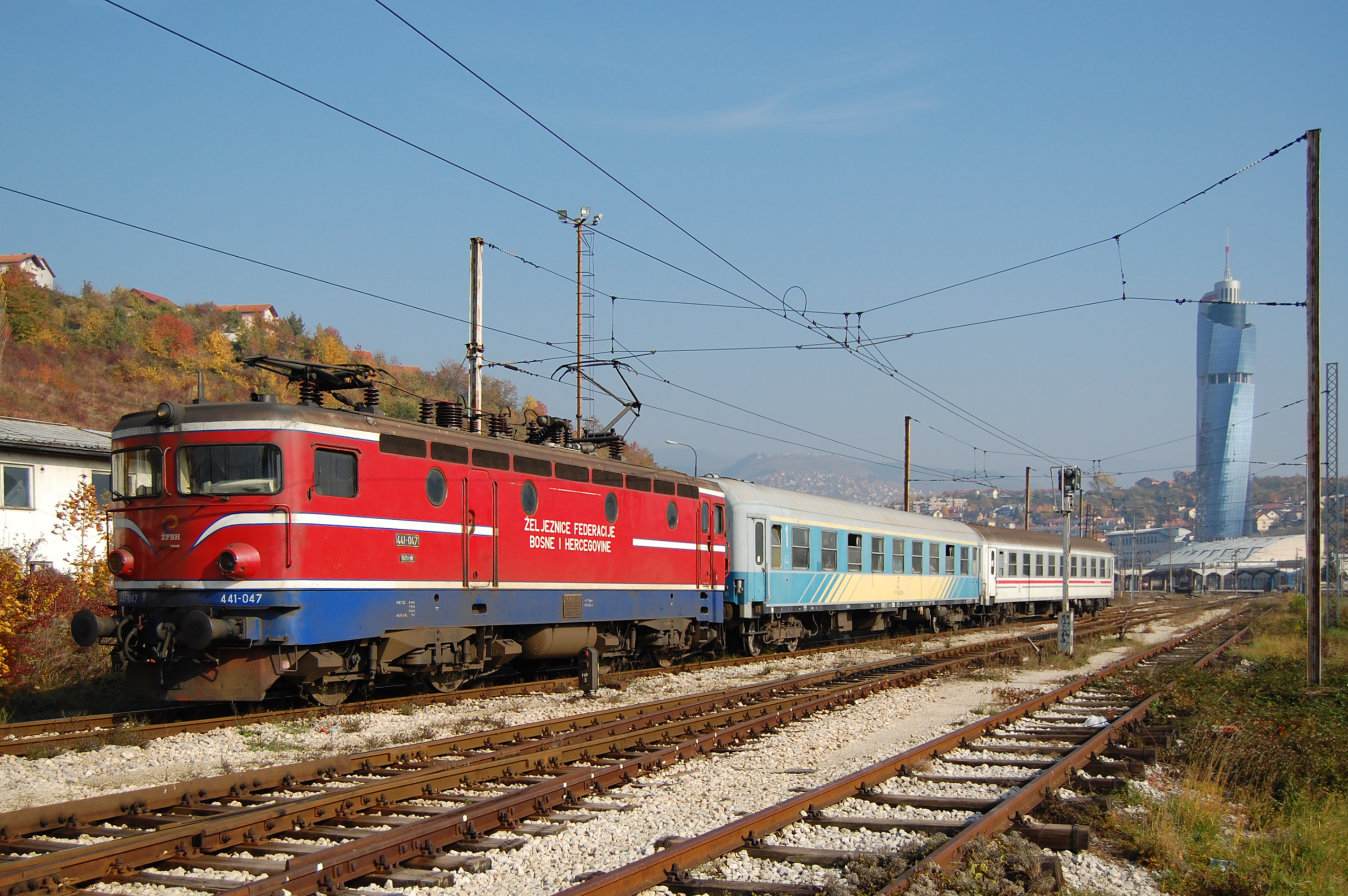
Elektrowóz ŽFBH 441-047 na stacji Sarajevo

Transport kolejowy w Bośni i Hercegowinie – system transportu kolejowego działający na terenie Bośni i Hercegowiny.
W Bośni i Hercegowinie istnieje 965 km linii kolejowych z czego 565 km jest zelektryfikowanych. Linie mają normalny rozstaw szyn – 1435 mm.
W związku z tym, że Bośnia i Hercegowina to państwo federacyjne, w kraju działają dwaj państwowi przewoźnicy: Željeznice Federacije Bosne i Hercegovine (w Federacji Bośni i Hercegowiny) oraz Željeznice Republike Srpske (w Republice Serbskiej).

## Infrastruktura
Napięcie obowiązujące na liniach zelektryfikowanych to 25 kV 50 Hz.

## Historia
Pierwsza linia kolejowa w Bośni i Hercegowinie została otwarta dla ruchu 24 grudnia 1872 roku. Był to normalnotorowy odcinek Banja Luka – Dobrljin (101,6 km).
Podczas okupacji Bośni i Hercegowiny przez Austro-Węgry w latach 1878–1914 wybudowano sieć linii wąskotorowych o rozstawie szyn 762 mm. W latach 1918–1942 w kraju zbudowano wiele linie normalnotorowych, kontynuowano też budowę linii wąskotorowych. Po II wojnie światowej zbudowano kolejne linie normalnotorowe. W latach 1966–1978 wszystkie linie wąskotorowe zostały zamknięte. W 1969 roku zelektryfikowano linię Sarajewo – Ploče. W kolejnych latach do 1992 roku zelektryfikowano i zmodernizowano wiele linii kolejowych. Podczas wojny domowej kolej mocno ucierpiała. Od tego czasu jest ona odbudowywana.
Przez Bośnię i Hercegowinę przebiega również 9 km odcinek linii Belgrad – Bar, na którym znajduje się nieczynna stacja kolejowa Štrpci.